# 卡沃內河
卡沃內河（義大利語：Cavone）是意大利的河流，發源自斯蒂利亞諾以北和阿切圖拉以南，最終注入塔蘭托灣，河道全長49公里，流域面積675平方公里，該河在夏天完全乾涸。